# MH Szárazföldi Parancsnokság
A Magyar Honvédség Szárazföldi Parancsnokság a Magyar Honvédség szárazföldi haderejét vezető szervezete, mely a Honvéd Vezérkar közvetlen irányítása alatt működik. A haderőnem személyi állománnyal való feltöltését, felszereléssel, anyagi készletekkel, infrastruktúrával való ellátását, kiképzését, valamint fenntartását és fejlesztését tervezi és irányítja, emellett a békefenntartó műveletekben részt vevő katonai szervezetek felkészítését, átcsoportosítását, telepítését, nemzeti támogatását és váltását is. A parancsnokság központja Székesfehérváron található.

## Története
1961. augusztus 3-án alakult meg jogelődje, az 5. Hadsereg Parancsnokság Budapesten. Egy év múlva Székesfehérvárra telepítették át. Nehéz körülmények között kezdte meg működését, csupán II. világháborús, elavult technikai eszközök álltak rendelkezésre és anyaghiány is sújtotta őket. Az állomány fiatal tisztekből, tiszthelyettesekből tevődött össze.
A kilencvenes évek átszervezési folyamatának legfontosabb mérföldköveit a jogelőd szervezetek megnevezés-változása is jelzi:
- 1961-1991: 5. Hadsereg Parancsnokság
- 1991-1994: Szárazföldi Csapatok Parancsnoksága
- 1994-1997: 4. Gépesített Hadtest Parancsnokság
- 1997-2001: MH Szárazföldi Vezérkar
- 2001-2007 : MH Szárazföldi Parancsnokság (felszámolták, feladatát kiegészítve a Magyar Honvédség Összhaderőnemi Parancsnokság vette át.
- 2023-tól : MH Szárazföldi Parancsnokság

## Magasabb egységek az 1960-as években
- MN 4. Gépkocsizó Lövészhadosztály (Gyöngyös)
- MN 7. Gépkocsizó Lövészhadosztály (Kiskunfélegyháza)
- MN 8. Gépkocsizó Lövészhadosztály (Zalaegerszeg)
- MN 9. Gépkocsizó Lövészhadosztály (Kaposvár)
- MN 15. Gépkocsizó Lövészhadosztály (Nyíregyháza)
- MN 11. Harckocsi Hadosztály (Tata)

1966-ban létre hozták Cegléd Dózsa György Laktanyában a 3. Gépesített Hadtestet.
E hadtest a második lépcsős, hosszabb készenlétű alakulatokat volt hivatott felügyelni.
Így az 5. Hadsereg a következő alakulatokat foglalta magába 1973-ban:
Hadsereg közvetlen alakulatok:
- - MN 34. Önálló Felderítő Zászlóalj (Szolnok)
  - MN 27. Önálló Felderítő Század (Szolnok)
  - MN 44. Tüzérezred (Marcali)
    - MN 43. Tarackos Tüzérosztály (Marcali) élő
    - MN 27. Tarackos Tüzérosztály (Marcali) M
    - MN 90. Sorozatvető Tüzérosztály (Marcali) élő
    - MN 32. Tarackos Tüzérosztály (Várpalota/Kincsestábor) M
    - MN 89. Tarackos Tüzérosztály (Várpalota/Kincsestábor) M

  - MN 67. Önálló Tüzér Felderítő Osztály (Marcali külső laktanya)
  - MN 7. Légvédelmi Rakétaezred (Keszthely)
  - MN 5. Légvédelmi Tüzérezred (Szolnok)
  - MN 37. Pontonos Hidász Ezred (Ercsi)
  - MN 60. Műszaki Dandár (Szeged)
  - MN 36. Páncéltörő Tüzérezred (Kiskunhalas)
  - MN 52. Páncéltörő Tüzérezred

- MN 7. Gépesített Lövészhadosztály (Kiskunfélegyháza)
  - MN 113. Felderítő Zászlóalj (Kiskunfélegyháza)
  - MN 37. Forradalmi Ezred (Kalocsa)
  - MN 5. Gépesített Lövészezred (Mezőtúr)
  - MN 62. Gépesített Lövészezred (Hódmezővásárhely)
  - MN 24. Harckocsi Ezred (Kalocsa)
  - MN 10. Tüzérezred (Kiskőrös)
  - MN 102. Légvédelmi Tüzérezred (Jánoshalma)
  - MN 36. Híradó Zászlóalj (Kiskunfélegyháza)
  - MN 75. Vegyvédelmi Zászlóalj (Kiskunfélegyháza)
  - MN 21. Páncéltörő Tüzérosztály (Szeged)
  - MN 101. Rendészeti Komendáns Zászlóalj (Kiskunfélegyháza)
  - MN 64. Ellátó Zászlóalj (Kiskunfélegyháza)

- MN 8. Gépesített Lövészhadosztály (Zalaegerszeg)
  - MN 42. Felderítő Zászlóalj (Szombathely)
  - MN 14. Gépesített Lövészezred (Nagykanizsa)
  - MN 33. Gépesített Lövészezred (Zalaegerszeg)
  - MN 63. Gépesített Lövészezred (Nagyatád)
  - MN 8. Harckocsi Ezred (Tapolca)
  - MN 20. Tüzérezred (Marcali külső laktanya)
  - MN 36. Műszaki Zászlóalj (Marcali belső laktanya)
    - MN 8. Rádiótechnikai Század (Zalaegerszeg)

  - MN 18. Légvédelmi Tüzérezred (Nagykanizsa)
  - MN 134. Híradó Zászlóalj (Zalaegerszeg)
  - MN 27. Harckocsi Felderítő Zászlóalj (Harcászati Rakétaosztály) (Újdörögd)
  - MN 93. Páncéltörő Tüzérosztály (Szombathely)
  - MN 95. Gépkocsi-szállító Zászlóalj (Zalaegerszeg)
  - MN 95. Ellátó Zászlóalj (Zalaegerszeg)

- MN 9. Gépesített Lövészhadosztály (Kaposvár)
  - MN 99. Rendészeti és Közúti Kommendáns Zászlóalj (Kaposvár)
  - MN 45. Híradó Zászlóalj (Kaposvár)
  - MN 54. Felderítő Zászlóalj (Kaposvár, majd 1976-tól Lenti)
  - MN 68. Ellátó Zászlóalj (Kaposvár)
  - MN 82. Javító Zászlóalj (Kaposvár)
  - MN 57. Egészségügyi Zászlóalj (Pécs)
    - MN 9. Rádiótechnikai Század (Kaposvár)
    - MN 79. Vegyvédelmi Század (Lenti)

  - MN 22. Gépesített Lövészezred (Pécs)
  - MN 26. Gépesített Lövészezred (Lenti)
  - MN 108. Gépesített Lövészezred (Baja)
  - MN 69. Harckocsi Ezred Nagyatád
  - MN 101. Tüzérezred (Pécs)
  - MN 15. Légvédelmi Tüzérezred (Kalocsa)
  - MN 13. Harckocsi Felderítő Zászlóalj (Harcászati Rakétaosztály) (Nagykanizsa)
  - MN 27. Páncéltörő Tüzérosztály (Nagykanizsa)
  - MN 76. Műszaki Zászlóalj (Baja)

- MN 11. Harckocsi Hadosztály (Tata)
  - MN 57. Híradó Zászlóalj (Tata)
  - MN 100. Rendészeti és Komendáns Zászlóalj (Tata)
  - MN 74. Felderítő Zászlóalj (Tata, majd 1976-tól Győr)
  - MN 15. Gépesített Lövészezred (Szombathely)
  - MN 25. Harckocsi Ezred (Tata)
  - MN 31. Harckocsi Ezred (Rétság)
  - MN 145. Harckocsi Ezred (Szabadszállás)
  - MN 14. Légvédelmi Tüzérezred (Győr)
  - MN 22. Tüzérezred (Cegléd)
  - MN 31. Harckocsi Felderítő Zászlóalj (Harcászati Rakétaosztály) (Tata)
  - MN 18. Műszaki Zászlóalj (Győr)
    - MN 11. Rádiótechnikai Század (Tata)
    - MN 114. Vegyivédelmi Század (Tata)

  - MN 51. Egészségügyi Zászlóalj (Tata)
  - MN 120. Gépkocsi-szállító Zászlóalj (Tata)
  - MN 120. Ellátó Zászlóalj (Tata)
  - MN 131. Páncélos és Gépjárműtechnikai Javítóműhely (Tata)

- MN 85. Tartalékképző Gépkocsizó Lövész Hadosztály (Békéscsaba) (M)
  - Kiszolgáló Század (Békéscsaba) (M)
  - MN 133. Tartalékképző Felderítő Zászlóalj (Eger) (M)
  - MN 125. Tartalékképző Gépkocsizó Lövészezred (Mezőtúr) (M)
  - MN 130. Tartalékképző Gépkocsizó Lövészezred (Hódmezővásárhely) (M)
  - MN 131. Tartalékképző Gépkocsizó Lövészezred (Balmazújváros) (M)
  - MN 126. Tartalékképző Harckocsi Ezred (Verpelét) (M)
  - MN 137. Tartalékképző Gépkocsivezető Ezred (Abasár) (M)
  - MN 132. Tartalékképző Tüzér ás Páncéltörő Tüzérezred (Kiskunhalas) (M)
  - MN 128. Tartalékképző Légvédelmi Tüzérezred (Nagyoroszi) (M)
  - MN 96. Tartalékképző Műszaki Utászezred (Orosháza) (M)
  - MN 70. Tartalékképző Tiszti Ezred (Rétság) (M)
  - MN 138. Tartalékképző Vegyivédelmi Zászlóalj (Bugac) (M)
  - MN 134. Tartalékképző Egészségügyi Zászlóalj (Békéscsaba) (M)
  - MN 156. Tartalékképző Sütőde (Békéscsaba) (M)
  - MN 120. Ellátó Zászlóalj (Tata) (M)

A 3. Hadtest kötelékébe tartozott:
Hadtest közvetlen alakulatok:
- - MN 66. Híradó Zászlóalj (Cegléd)
  - MN 3. Rendészeti Komendáns Zászlóalj (Cegléd)

- MN 4. Gépesített Lövészhadosztály (Gyöngyös)
  - MN 20. Híradó Zászlóalj (Gyöngyös)
  - MN 102. Rendészeti Kommendáns Zászlóalj (Gyöngyös)
  - MN 6. Gépesített Lövészezred (Eger)
  - MN 53. Gépesített Lövészezred (Szabadszállás)
  - MN 80. Gépesített Lövészezred (Eger) (M)
  - MN 35. Harckocsi Ezred (Verpelét)
  - MN 24. Felderítő Zászlóalj (Eger)
  - MN 87. Légvédelmi Tüzérezred (Nagyoroszi)
  - MN 50. Tüzérezred (Jászberény)
    - MN 92. Sorozatvető Tüzérosztály (Jászberény)

  - MN 92. Harckocsi Felderítő Zászlóalj (Harcászati Rakétaosztály) (Jászberény)
  - MN 6. Légvédelmi Tüzérezred (Karcag)
  - MN 63. Ellátó Zászlóalj (Püspökladány)
  - MN 85. Javító Zászlóalj (Gyöngyös)
  - MN 51. Egészségügyi Zászlóalj (Gyöngyös) (M)
  - MN 12. Páncéltörő Tüzérosztály (Karcag)
    - MN 4. Rádiótechnikai Század (Verpelét)
    - MN 72. Vegyvédelmi Század (Gyöngyös)

  - MN 16. Műszaki Utász Zászlóalj (Szolnok)
  - MN 305. Fegyverzetjavító Műhely (Gyöngyös)

- MN 15. Gépesített Lövészhadosztály (Nyíregyháza)
  - MN 115. Híradó Zászlóalj (Nyíregyháza)
  - MN 103. Rendészeti Komendáns Zászlóalj (Nyíregyháza)
  - MN 67. Felderítő Zászlóalj (Nyíregyháza)
  - MH 45.  Gépesített Lövészezred (Nyíregyháza) (M)
  - MN 48. Gépesített Lövészezred (Debrecen)
  - MN 65. Gépesített Lövészezred (Nyíregyháza)
  - MN 44. Harckocsi Ezred (Abasár)
  - MN 17. Tüzérezred (Jászberény) (M)
  - MN 87. Légvédelmi Tüzérezred (Karcag) (M)
  - MN 71. Páncéltörő Tüzérosztály (Karcag) (M)
  - MN 94. Harckocsi Felderítő Zászlóalj (Harcászati Rakétaosztály) (Nyíregyháza)
    - MN 15. Rádiótechnikai Század (Nyíregyháza) (M)
    - MN 81. Vegyvédelmi Század (Nyíregyháza) (M)

  - MN 61. Gépkocsi-szállító Zászlóalj (Nyíregyháza) (M)
  - MN 61. Ellátó Zászlóalj (Nyíregyháza) (M)
  - MN 55. Egészségügyi Zászlóalj (Nyíregyháza) (M)
  - MN 23. Műszaki Zászlóalj (Orosháza)
  - MN 83. Páncélos- és Gépjármű Javítóműhely (Nyíregyháza)
  - MN 302. Fegyverzet Javítóműhely (Nyíregyháza)

Hadtest közvetlen tartalék alakulatok:
- - MN 39. Önálló Gépesített Lövészezred (Aszód) (M)
  - MN 41. Önálló Gépesített Lövészezred (Aszód) (M)

- MN 27. Tartalék Gépesített Lövészhadosztály (Miskolc) (M)
  - MN 31. Tartalék Híradó Zászlóalj (Miskolc-Aszaló) (M)
  - MN 32. Tartalék Rendészeti Komendáns Zászlóalj (Miskolc) (M)
  - MN 16. Tartalék Gépesített Lövészezred (Debrecen) (M)
  - MN 19. Tartalék Gépesített Lövészezred (Mezőtúr) (M)
  - MN 35. Tartalék Gépesített Lövészezred (Nyíregyháza) (M)
  - MN 18. Tartalék Tüzérezred (Verpelét) (M)
  - MN 55. Tartalék Páncéltörő Tüzérosztály (Karcag) (M)
  - MN 26. Tartalék Felderítő Zászlóalj (Kiskunfélegyháza) (M)
  - MN 47. Tartalék Műszaki Zászlóalj (Szolnok) (M)
  - MN 10. Tartalék Javító Zászlóalj (Tápiószecső) (M)
  - MN 72. Tartalék Ellátó Zászlóalj (Miskolc-Aszaló) (M)
  - MN 21. Tartalék Egészségügyi Zászlóalj (Miskolc-Aszaló) (M)

## Alakulatok 1987-től
1987-ben a RUBIN feladat során a hadosztály szervezeteket felszámolták és létrehoztak három gépesített hadtestet. Az ezredek helyett dandárokat hoztak létre.
MN 5. Hadsereg hadműveleti rendeltetésű, hadsereg közvetlen csapatok:
- MN 5. Önálló Deszant Rohamzászlóalj - Szolnok
- MN 145. Önálló Harckocsi Dandár - Szabadszállás
- MN 48. Önálló Gépesített Lövészdandár - Debrecen
- MN 22. Önálló Tartalék Gépesített Lövészdandár - Pécs
- MN 53. Önálló Tartalék Gépesített Lövészdandár - Szabadszállás

MN 5. Hadsereg, hadsereg közvetlen személyitartalék magasabbegység:
- MN 190. Személyitartalék Dandár Parancsnokság - Kaposvár

MN 5. Hadsereg, hadsereg közvetlen csapatok:
- MN 5. Önálló Rendészeti Komendánsezred - Székesfehérvár
- MN 49. Önálló Rendészeti Komendáns Zászlóalj - Szentendre
- MH 43. Önálló Híradó Ezred - Székesfehérvár
- MN 123. Önálló Vonalépítő Híradó Ezred - Ercsi
- MN 119. Önálló Vonalcsatlakoztató Zászlóalj - Ercsi
- MN 122. Önálló Futár-és Tábori Posta Központzászlóalj - Székesfehérvár
- MN 5. Önálló Hadműveleti Harcászati Rakétadandár - Tapolca
- MN 147. Mozgó Rakétatechnikai Bázis - Kaposvár
- MN 6. Önálló Harcászati Rakétaosztály - Nagykanizsa
- MN 10. Önálló Tüzérdandár - Cegléd
- MN 67. Önálló Tüzérfelderítő Osztály - Várpalota
- MN 36. Önálló Páncéltörő Tüzérezred - Kiskunhalas
- MN 5. Önálló Légvédelmi Rakétaezred - Szolnok
- MN 7. Önálló Légvédelmi Rakétaezred - Keszthely
- MN 8. Önálló Légvédelmi Rakétaezred - Jánoshalma
- MN 9. Önálló Légvédelmi Rakétaezred - Szolnok
- MN 34. Önálló Felderítő Zászlóalj - Szolnok
- MN 2. Önálló Rádiófelderítő Zászlóalj - Szombathely
- MN 83. Önálló Rádiótechnikai Felderítő Zászlóalj - Szombathely
- MN 51. Önálló Rádiótechnikai Zavaró Zászlóalj - Békéscsaba
- MN 69. Önálló Rádiózavaró Zászlóalj - Békéscsaba
- MN 37. Önálló Stratégiai Pontonos Hidász Ezred - Ercsi
- MN 60. Önálló Műszaki Dandár - Szeged
- MN 113. Önálló Út és Hídépítő Ezred - Szeged
- MN 17. Önálló Műszaki Zászlóalj - Szentes
- MN 87. Önálló Műszaki Technikai Zászlóalj- Szeged
- MN 93. Vegyivédelmi Ezred - Kiskőrös
- MN 5. Önálló Légvédelmi Vezetési Zászlóalj - Székesfehérvár
- MN 5. Önálló Rádiótechnikai Zászlóalj - Szolnok
- MN 5. Önálló Térképező Zászlóalj - Szolnok
- MN 5. Önálló Speciális Propaganda Zászlóalj - Kalocsa
- MN 1. Személygyűjtó Állomás - Kaposvár
- MN 2. Személygyűjtó Állomás - Kaposvár

MN 5. Hadsereg, hadsereg közvetlen fegyverzettechnikai biztosító csapatok:
- MN 16. Önálló Páncélos-és Gépjármű Javító Zászlóalj - Devecser
- MN 18. Önálló Mozgó Vegyes Javító Zászlóalj - Zalaegerszeg
- MN 49. Önálló Mozgó Vegyes Javító Zászlóalj - Kalocsa
- MN 47. Önálló Fegyverzetjavító Zászlóalj - Székesfehérvár
- MN 86. Önálló Híradóanyag Javítószázad - Székesfehérvár

MN 5. Hadsereg, hadsereg közvetlen hadtáp csapatok:
- MN 4. Önálló Hadtáp Híradó Zászlóalj - Székesfehérvár
- MN 5. Önálló Ellátó Parancsnokság - Székesfehérvár
- MN 75. Önálló Egészségügyi Dandár Parancsnokság - Nagykanizsa
- MN 154. Önálló Közúti Komendáns Zászlóalj - Devecser
- MN 155. Önálló Közúti Komendáns Zászlóalj - Kaposvár
- MN 156. Önálló Közúti Komendáns Zászlóalj - Győr
- MN 1. Hadifogolygyűjtő Állomás - Alsóőrs

MN 5. Hadsereg alárendeltségébe tartozó kiképző központok:
- MN Tüzérkiképző Központ - Várpalota
- MN Csapatlégvédelmi Kiképző Központ - Nagyoroszi

Az MN Csapatrepülő Parancsnokságtól "HVHKSZ" esetén alárendelt alegység:
- MN 101. Felderítő Repülőszázad - Taszár
- MN 87. Harci Helikopter Ezred - Szentkirályszabadja
- MN 29. Önálló Vegyi Sugár-felderítő és Mentesítő Helikopterszázad - Pér
- MN 5. Önálló Vezetési-és Futár Helikopterszázad - Börgönd

Az MN Hátországvédelmi Parancsnokságtól (HVP) "HVHKSZ" esetén alárendelt magasabbegység:
- MN 15. Önálló Pontonos Hidászdandár - Szentes

Az MNVK Mozgósítási és Hadkiegészítési Csoportfőnökség alárendeltségébe tartozó és "HVHKSZ" esetén az 5. Hadsereggel együtt működő magasabbegység:
- MN Tartalék Alakulatok Parancsnoksága - Kiskunfélegyháza

Az MNVK Hadtáp Főnökség alárendeltségébe tartozó és "HVHKSZ" esetén az 5. Hadsereggel együtt működő, frontközvetlen magasabbegység:
- MN Központi Hadtáp Előretolt Lépcső Parancsnokság - Budapest

Az MNVK Műszaki Főnök alárendeltségébe tartozó kiképző Központ:
- MN Műszaki Kiképző Központ

MN 5. Hadsereg hadműveleti rendeltetésű csapatok:
- 1. Gépesített Hadtest - Tata
  - MN 57. Híradó Zászlóalj - Tata
  - MN 100. Rendészeti Komendáns Zászlóalj - Tata
  - MN 74. Felderítő Zászlóalj - Győr
  - MN 33. Gépesített Lövészdandár - Zalaegerszeg
  - MN 37. Gépesített Lövészdandár - Szombathely
  - MN 80. Gépesített Lövészdandár - Gyöngyös
  - MN 25. Harckocsi Dandár - Tata
  - MN 31. Harckocsi Dandár - Rétság
  - MN 14. Légvédelmi Rakétaezred - Győr
  - MN 87. Légvédelmi Tüzérezred - Kiskunfélegyháza
  - MN 44. Tüzérdandár - Marcali
  - MN 93. Páncéltörő Tüzérezred - Szombathely
  - MN 18. Műszaki Ezred - Győr
  - MN 95. Ellátó Ezred - Zalaegerszeg
  - MN 114. Vegyvédelmi Zászlóalj - Zalaegerszeg
  - MN 11. Rádiótechnikai Század - Tata
  - MN 39. Vonalépítő Híradó Ezred - Tata
  - MN 40. Hadtáp Híradó Ezred - Tata
  - MN 78. Rádiózavaró Század - Győr
  - MN 131. Javító Zászlóalj - Tata
  - MN 51. Egészségügyi Zászlóalj - Tata
  - MN 56. Egészségügyi Zászlóalj - Vác
- Az MN Csapatrepülő Parancsnokságtól "HVHKSZ" esetén alárendelt alegység:
  - MN 1. Helikopter Század - Szentkirályszabadja

- 2. Gépesített Hadtest - Kaposvár
  - MN 45. Híradó Zászlóalj - Kaposvár
  - MN 99. Rendészeti Komendáns Zászlóalj - Kaposvár
  - MN 42. Felderítő Zászlóalj - Szombathely
  - MN 14. Gépesített Lövészdandár - Nagykanizsa
  - MN 26. Gépesített Lövészdandár - Lenti
  - MN 63. Gépesített Lövészdandár - Nagyatád
  - MN 108. Gépesített Lövészdandár - Baja
  - MN 8. Harckocsi Dandár - Tapolca
  - MN 18. Légvédelmi Rakétaezred - Nagykanizsa
  - MH 102. Légvédelmi Tüzérezred - Jánoshalma
  - MN 101. Tüzérdandár - Pécs
  - MN 27. Páncéltörő Tüzérezred - Nagykanizsa
  - MN 28. Harcászati Rakétaosztály - Szentes
  - MN 76. Műszaki Ezred - Baja
  - MN 64. Ellátó Ezred - Kiskunfélegyháza
  - MN 9. Vegyvédelmi Zászlóalj - Kiskunfélegyháza
  - MN 9. Rádiótechnikai Század - Kaposvár
  - MN 45. Vonalépítő Híradó Ezred - Kaposvár
  - MN 30. Hadtáp Híradó Ezred - Kaposvár
  - MN 29. Rádiózavaró Század - Nagykanizsa
  - MN 82. Javító Zászlóalj - Kaposvár
  - MN 57. Egészségügyi Zászlóalj - Pécs
  - MN 59. Egészségügyi Zászlóalj - Kaposvár
- Az MN Csapatrepülő Parancsnokságtól "HVHKSZ" esetén alárendelt alegység:
  - MN 2. Helikopter Század - Szentkirályszabadja

- 3. Gépesített Hadtest - Cegléd
  - MN 3. Rendészeti Komendáns Zászlóalj - Cegléd
  - MN 66. Vezetésbiztosító Zászlóalj - Cegléd
  - MN 24. Felderítő Zászlóalj - Eger
  - MN 5. Gépesített Lövészdandár - Mezőtúr
  - MN 6. Gépesített Lövészdandár - Eger
  - MN 62. Gépesített Lövészdandár - Hódmezővásárhely
  - MN 65. Gépesített Lövészdandár - Nyíregyháza
  - MN 35. Harckocsi Dandár - Verpelét
  - MN 15. Légvédelmi Rakétaezred - Kalocsa
  - MN 6. Légvédelmi Tüzérezred - Karcag
  - MN 50. Tüzérdandár - Jászberény
  - MN 12. Páncéltörő Tüzérezred - Karcag
  - MN 92. Harcászati Rakétaosztály - Jászberény
  - MN 28. Műszaki Ezred - Csongrád
  - MN 61. Ellátó Ezred - Nyíregyháza
  - MN 72. Vegyvédelmi Zászlóalj - Mezőtúr
  - MN 7. Rádiótechnikai Század - Kiskunfélegyháza
  - MN 18. Vonalépítő Híradó Ezred - Cegléd
  - MN 19. Hadtáp Híradó Ezred -Cegléd
  - MN 83. Javító Zászlóalj - Nyíregyháza
  - MN 55. Egészségügyi Zászlóalj - Nyíregyháza
  - MN 58. Egészségügyi Zászlóalj - Kiskunfélegyháza
- Az MN Csapatrepülő Parancsnokságtól "HVHKSZ" esetén alárendelt alegység:
  - MN 3. Helikopter Század - Börgönd

## Alakulatok 2001-től
- Harcolók
  - MH 5. Bocskai István Könnyű Lövészdandár
  - MH 25. Klapka György Könnyű Lövészdandár
  - MH 11. Hunyadi Mátyás Harckocsi Zászlóalj
- Harcbiztosítók:
  - MH 37. II. Rákóczi Ferenc Műszaki Dandár
  - MH 24. Bornemissza Gergely Felderítő Zászlóalj
  - MH 34. Bercsényi László Különleges Műveleti Zászlóalj
  - MH 93. Petőfi Sándor Vegyivédelmi Zászlóalj
  - MH 101 "Szigetvári" Zrínyi Miklós Tüzér Dandár
  - MH 5. Elektronikai-harc Század
- Kiszolgálók:
  - MH 64. Boconádi Szabó József Logisztikai Ezred
  - MH 43. Vezetéstámogató Zászlóalj
- Kiképző Központok:
  - MH Bakony Harckiképző Központ

## Szervezeti felépítése 2001-ben
- Parancsnokság
  - Parancsnok – Győrössy Ferenc altábornagy
  - Parancsnok I. helyettese
  - Parancsnokhelyettes
  - Vezénylő zászlós
- Törzs
  - Törzsfőnök
  - Törzsfőnök támogató helyettes
  - Törzsfőnök műveleti helyettes
  - Légierő szakreferens
  - Hadműveleti beosztott
  - Személyügyi főnökség
  - Felderítő főnökség
  - Hadműveleti és kiképzési főnökség
  - Logisztikai főnökség
  - Haderőnemi-tervezési főnökség
  - Híradó és informatikai főnökség
  - Egészségügyi főnökség
  - Törzsosztály
  - Jogi és igazgatási osztály
  - Biztonságtechnikai alosztály
  - Belső ellenőrzési alosztály
  - Parancsnoki iroda

## Alakulatok 2023-tól
- Harcolók
  - MH Bocskai István 11. Páncélozott Hajdúdandár
  - MH Klapka György 1. Páncélosdandár
  - MH Kinizsi Pál 30. Páncélozott Gyalogdandár
- Harcbiztosítók:
  - MH II. Rákóczi Ferenc 14. Műszaki Ezred
  - MH Bornemissza Gergely 2. Felderítőezred
  - MH Sodró László 102. Vegyiharc Ezred
  - MH 1. Tűzszerész és Folyamőr Ezred